# Умдат уль-Умара
Гулам Хусейн Али Хан или Умдат уль-Умара (урду عمدۃ الامراء غلام حسین علی خان‎‎; англ. Ghulam Husain Ali Khan, 8 января 1748 — 15 июля 1801) — наваб индийского княжества Аркот с 1795 по 1801 годы. Его дед, Анвар-уд-дин, дал ему имя Абдул Вали. Но позже он был переименован в Умдата уль-Умара, в честь Импетатора Моголов Шах Алама II.

## Ранние годы
Умдат уль-Умара родился 8 января 1748 года в Ченнаи, Индия. Его отец Мухаммад Али-хан Валладжах (1717—1795) — наваб индийского княжества Аркот (1749—1795).
Мухаммад Али-хан Валладжах был убежденным союзником Ост-Индской компании Великобритании.
Был назначен Наиб Субахом княжества Насарнагара (1759—1760 гг) и Субахом княжества Аркот (1760 год), а затем повышен императором Шаха Аламом II до титула Умдата уль-Умары, благодаря ходатайству Роберта Клайва, 12 августа 1765.

## Период правления
Он унаследовал престол сразу после смерти его отца Мухаммада Али Хан Валладжаха 13 октября, и был возведён на трон 16 октября 1795 года. Умдат уль-Умара правил на протяжении шести лет — с 1795 по 1801 год.
Во время его правления Британская Ост-Индская компания требовала земли в качестве даров. Многие участники британской Ост-Индской компании полагали, что Умдат уль-Умара, как Наваб Карнатика, тайно оказывал помощь Типу Султану во время четвёртой англо-майсурской войны. После поражения Типу Султана в 1799 году, британцы сразу же обвинили наваба в сотрудничестве с ним и потребовали всю администрацию королевства в качестве компенсации.
Умдат уль-Умара яростно сопротивлялся требованиям британской Ост-Индской компании. Вскоре после этого Умдат уль-Умара умер 15 июля 1801 года, возможно был отравлен компанией.
После смерти уль-Умара управление княжеством перешло к его племяннику Азим уд-Дауле.
Во время правления Азим уд-Дауле произошёл захват владений Умдат уль-Умара, земель княжества Аркот, Британской империей. Как только Азим уд-Даула взошёл на престол 31 июля 1801 года, под давлением Ост-Индской компании он был вынужден подписать договор передачи гражданского и муниципального управления Карнатика британской Ост-Индской компании. Этот документ означал, что Азим-уд-Даула уступил все свои земли британскому правлению, в том числе и территории Полигарс.
После 1801 года династия Мухаммад Али-хан Валладжаха, великого наваба княжества Аркот прекращается. Все земли перешли под управление Британской империей и Ост-Индской компании.

## Жены и дети

### Жены
- Наваб Дулхари Бегум Сахиба (? — сентябрь 1817), дочь Шукоха уль-Мулька, Насира уд-Даулы, Наваба Абдул Вахаба Хана Бахадура, Нусрата Джанга из Читтура
- Наваб Мубарак ун-ниса Бегум (Гасити Бегум)
- Читтур Бегум (? — 15 сентября 1820)
- Махтаб Бегум
- Сахиб Бегум
- Разия Бегум
- Кульсум Би (? — 1831)

### Дети
- Тадж уль-Умара, Умдат уль-Мамалик, Амир уль-Мульк, Умдат уд-Даула, Наваб Мухаммад Али Хусайн Хан Бахадур, Зафар Джанг (? — 6 апреля 1802, Мадрас), наследник престола.
- Муин уд-Даула, Наваб Абдул Карм Хан Бахадур, Шах Савар Джанг Бахадур, Шахсавар Джанг (? — 23 мая 1856, Мадрас)
- Сахибзаде Гулам Бакар Хусайн Хан Бахадур
- дочь (умерла в детстве)
- дочь (умерла в детстве)
- Сахибзади Хасиб ун-ниса Бегум Сахиба (? — 29 мая 1804, Мадрас).